# حفل توزيع جوائز الأكاديمية البريطانية للأفلام السابع والستون
حفل توزيع جوائز الأكاديمية البريطانية للأفلام السابع والستون وتعرف أيضا بـ جوائز البافتا الـ 67 للأفلام، يقام الحفل في 16 فبرابر 2014 ويعقد في دار الأوبرا الملكية في لندن و يكرم الحفل أفضل الأفلام الوطنية والأجنبية من عام 2013. سيعود ستيفن فراي لتقديم الحفل وهذه هي المرة التاسعة له. أُعلنت الترشيحات في 8 يناير 2014 بواسطة لوك ايفانز وهيلين ماكروري.

## الترشيحات
تم اعلان الترشيحات في 8 يناير 2014.
| أفضل فيلم | أفضل مخرج |
| --- | --- |
| 12 عاما من العبودية - الكفاح الأمريكي - القبطان فيليبس - جاذبية - فيلومينا                                                                                               | ألفونسو كوارون – جاذبية - ستيف ماكوين – 12 عاما من العبودية - ديفيد أو. راسيل – الكفاح الأمريكي - بول غرينغراس – القبطان فيليبس - مارتن سكورسيزي – ذئب وول ستريت                                                                          |
| أفضل ممثل في دور رئيسي | أفضل ممثلة في دور رئيسي |
| شيواتال إيجيوفور – 12 عاما من العبودية - كريستيان بيل – الكفاح الأمريكي - بروس ديرن – نبراسكا - ليوناردو دي كابريو – ذئب وول ستريت - توم هانكس – القبطان فيليبس          | كيت بلانشيت – ياسمين أزرق - إيمي آدمز – الكفاح الأمريكي - ساندرا بولوك – جاذبية - جودي دينش – فيلومينا - إيما تومسون – إنقاذ السيد بانكس                                                                                                  |
| أفضل ممثل في دور مساعد | أفضل ممثلة في دور مساعد |
| باركاد عبدي – القبطان فيليبس - دانيال برول – اندفاع - برادلي كوبر – الكفاح الأمريكي - مات ديمون – خلف الأضواء - مايكل فاسبندر – 12 عاما من العبودية                      | جينيفر لورانس – الكفاح الأمريكي - سالي هوكينز – ياسمين أزرق - لوبيتا نيونقو – 12 عاما من العبودية - جوليا روبرتس – أغسطس: مقاطعة أوساج - أوبرا وينفري – رئيس الخدم                                                                        |
| أفضل سيناريو أصلي | أفضل سيناريو مقتبس |
| إيريك سينجر و ديفيد أو. راسيل – الكفاح الأمريكي - وودي آلن – ياسمين أزرق - الأخوان كوين – داخل لوين ديفيس - ألفونسو كوارون & جوناس كوارن – جاذبية - بوب نيلسون – نبراسكا | ستيف كوجان وجيف بوب – فيلومينا - ريتشارد لاجرافينيز – خلف الأضواء - بيلي راي – القبطان فيليبس - جون ريدلي – 12 عاما من العبودية - تيرينس وينتر – ذئب وول ستريت                                                                            |
| أفضل تصوير | أفضل عمل أول لمخرج أو كاتب أو منتج بريطاني |
| جاذبية - 12 عاما من العبودية - القبطان فيليبس - داخل لوين ديفيس - نبراسكا                                                                                                | كيران ايفانز (مخرج ومؤلف) – كيلي + فيكتور - كولن كاربيري (مؤلف), جلين باترسون (مؤلفة) – ذبذبات جيدة - سكوت جراهام (مخرج ومؤلف) – Shell - كيلي مارسيل (مؤلف) – إنقاذ السيد بانكس - بول رايت (مخرج ومؤلف) بولي ستوكس (منتج) – لمن هم في خطر |
| أفضل فيلم بريطاني | أفضل وثائقي |
| جاذبية - مانديلا: طريق طويل إلى الحرية - فيلومينا - اندفاع - إنقاذ السيد بانكس - العملاق الأناني                                                                         | فعل القتل - كذبة أرمسترونج - الحوت الأسود - تيم فيرمير - نحن نسرق الأسرار: قصة ويكيليكس |
| أفضل موسيقى | أفضل صوت |
| 12 عاما من العبودية - سارقة الكتاب - القبطان فيليبس - جاذبية - إنقاذ السيد بانكس                                                                                         | جاذبية - الجميع فقد - القبطان فيليبس - داخل لوين ديفيس - اندفاع |
| أفضل إنتاج فني | أفضل مؤثرات بصرية |
| غاتسبي العظيم - جاذبية - 12 عاما من العبودية - الكفاح الأمريكي - خلف الأضواء                                                                                             | جاذبية - الهوبيت: قفرة سموغ - آيرون مان 3 - حافة الهادي - ستار تريك إلى الظلام |
| أفضل أزياء | أفضل مكياج وشعر |
| غاتسبي العظيم - الكفاح الأمريكي - خلف الأضواء - المرأة الخفية - إنقاذ السيد بانكس                                                                                        | الكفاح الأمريكي - خلف الأضواء - رئيس الخدم - غاتسبي العظيم - الهوبيت: قفرة سموغ |
| أفضل مونتاج | أفضل فيلم أجنبي |
| اندفاع - 12 عاما من العبودية - القبطان فيليبس - جاذبية - ذئب وول ستريت                                                                                                   | الجمال العظيم - فعل القتل - حياة أديل - مترو مانيلا - وجدة |
| أفضل فيلم رسوم متحركة | أفضل فيلم رسوم متحركة بريطاني قصير |
| ملكة الثلج - أنا الحقير 2 - جامعة المرعبين | النوم مع الأسماك - كل شيء يمكنني رؤيته من هنا - أنا توم مودي |
| أفضل فيلم بريطاني قصير | أفضل نجم صاعد |
| غرفة 8 - ملكة الجزيرة - مواكبة الجيران - المدار منذ ذلك الحين - منظر البحر                                                                                               | ويل بولتر - دان ديهان - جورج ماكاي - لوبيتا نيونقو - ليا سيدو |

## الترشيحات المتعددة
فيما يلي 16 فيلما حصلوا على ترشيحات متعددة:
- 11 ترشيح لفيلم جاذبية.
- 10 ترشيحات لفيلم 12 عاما من العبودية و فيلم الكفاح الأمريكي.
- 9 ترشيحات لفيلم القبطان فيليبس.
- 5 ترشيحات لفيلم خلف الأضواء و فيلم إنقاذ السيد بانكس.
- 4 ترشيحات لكلاً من فيلومينا واندفاع وذئب وول ستريت.
- 3 ترشيحات للأفلام التالية ياسمين أزرق وغاتسبي العظيم وداخل لوين ديفيس ونبراسكا.
- ترشيحين للأفلام التالية فعل القتل ورئيس الخدم والهوبيت: قفرة سموغ.

## روابط خارجية
- حفل توزيع جوائز الأكاديمية البريطانية للأفلام السابع والستون على موقع IMDb (الإنجليزية)